# Robert Hood

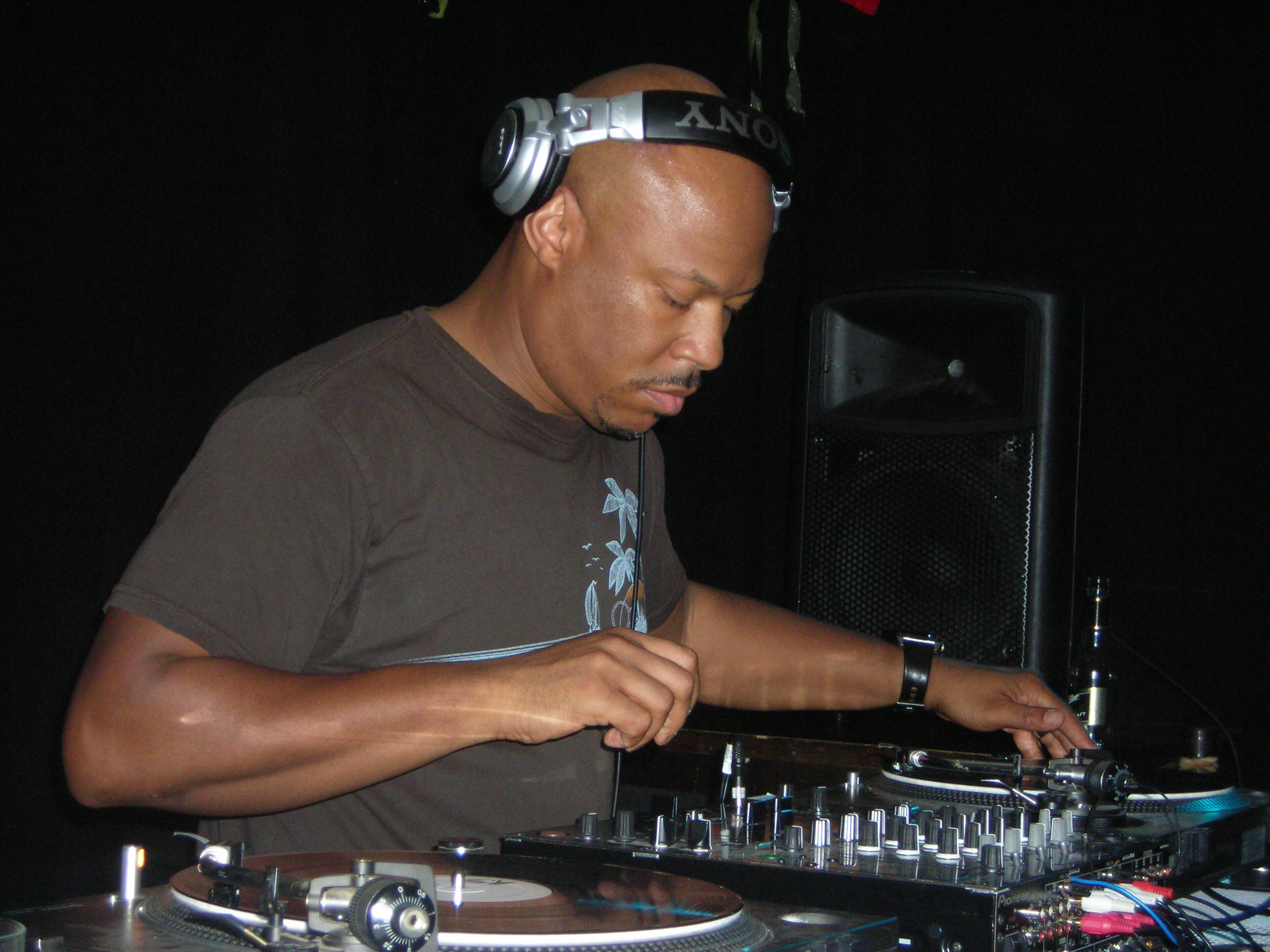
Robert Hood pinchando.

Robert Hood ( Detroit, Estados Unidos, 1960) es un productor y DJ estadounidense de techno.

## Carrera
A comienzos de los años 1990, Robert Hood funda junto a Mike Banks y Jeff Mills el colectivo techno militante Underground Resistance. En 1992, tanto él como Mills emigran de Detroit y dejan UR instalándose en Nueva York. Durante los años 1990, Hood se centra en desarrollar su propio sonido, publicando su trabajo en su propio sello M-Plant. Gracias a este material está considerado como uno de los creadores del minimal techno, con discos de referencia del género como "Minimal Nation" (1994). Desde su debut en el sello Peacefrog en 2002, su sonido se ha movido en nuevas direcciones que siguen explorando esa vía minimalista.

## Publicaciones
Robert Hood ha publicado música bajo su propio nombre y a través de diversos alias como Monobox, Inner Sanctum, The Vision y otros. En sus discos junto a Jeff Mills utilizó el alias H&M.

### Como Robert Hood
- Robert Hood - Sophisticcato, 12" (Duet)
- Robert Hood - The Grey Area, 12" (M-Plant)
- Robert Hood - Spectra, 12" (M-Plant)
- Robert Hood - Red Passion III, 12" (Duet)
- Robert Hood - Addict, 12" (M-Plant)
- Robert Hood - Internal Empire, CD (Tresor)
- Robert Hood - The Protein Valve, 12" (M-Plant)
- Robert Hood - Internal Empire, CD (Tresor)
- Robert Hood - The Pace, 12" (M-Plant)
- Robert Hood - Master Builder, 12" (Tresor)
- Robert Hood - Minimal Nation Misspress, 2x12" (Axis)
- Robert Hood - Minimal Nation, 2x12" (Axis)
- Robert Hood - Internal Empire, 12" (M-Plant)
- Robert Hood - Internal Empire, 2x12" (Tresor)
- Robert Hood - Internal Empire, CD (Logic Records)
- Robert Hood - Nighttime World Volume 1, CD (Cheap)
- Robert Hood - Nighttime World Vol. 1, 2x12" (Cheap)
- Robert Hood - Moveable Parts Chapter 1, 12" (M-Plant)
- Robert Hood - Master Builder, CD5" (BMG)
- Robert Hood - Minimal Nation, 2x12" (M-Plant)
- Robert Hood - The Vision, 12" (Metroplex)
- Robert Hood - Underestimated, 12" (M-Plant)
- Robert Hood - Moveable Parts Chapter 2, 2x12" (M-Plant)
- Robert Hood - All Day Long, 12" (M-Plant)
- Robert Hood - Hoodlum, 2x12" (Drama)
- Robert Hood - Psychic / Pole Position, 12" (M-Plant)
- Robert Hood - Stereotype, 12" (M-Plant)
- Robert Hood - Red Passion II, 12" (Duet)
- Robert Hood - Satellite - A Force Of One, 12" (Hardwax)
- Robert Hood - Internal Empire, 2x12" (Tresor)
- Robert Hood - Technatural EP, 12" (M-Plant)
- Robert Hood - Red Passion I, 12" (Duet)
- Robert Hood - Nighttime World Volume 2, CD (M-Plant)
- Robert Hood - Nighttime World Volume 2, 3x12" (M-Plant)
- Robert Hood - Apartment Zero, 12" (Logistic Records)
- Robert Hood - Invincible, 12" (M-Plant)
- Robert Hood - The Greatest Dancer, 12" (M-Plant)
- Robert Hood - The Deal, 12" (Duet)
- Robert Hood - Master Builder, 12" (Tresor)
- Robert Hood - Who Taught You Math, 12" (Peacefrog)
- Robert Hood - The Metronome, 12" (M-Plant)
- Robert Hood - Monobox EP, 12" (Logistic Records)
- Robert Hood - Point Black, 2x12" (Peacefrog)
- Robert Hood - Point Black, CD (Peacefrog)
- Robert Hood - The Art Of War, 2x12" (Peacefrog)
- Robert Hood - Kick Dirt E.p, 12" (M-Plant)
- Robert Hood - The Black & White E.p, 12" (M-Plant)
- Robert Hood - "i", 12" (M-Plant)
- Robert Hood - Untitled 5, 12" (M-Plant)
- Robert Hood presents HoodMusic Vol 1, 12" (Music Man)
- Robert Hood presents HoodMusic Vol 2, 12" (Music Man)
- Robert Hood presents HoodMusic Vol 3, 12" (Music Man)
- Robert Hood - Shonky In The Hood EP, 12" (Freak n' Chic)

### Como Monobox
- Monobox - Realm (12") (M-Plant)
- Monobox - Downtown (12") (M-Plant)
- Monobox - Population (12") (M-Plant)
- Monobox - Molecule (12") (Logistic)
- Monobox - Molecule (LP/CD) (Logistic)

### Como H&M junto aJeff Mills
- H&M - Tranquilizer EP, 12" (Axis)
- H&M - Tranquilizer EP, 12" (Network)
- H&M - Drama EP, 12" (Axis)

### Como The Vision
- The Vision - Gyroscopic EP, 12" (Underground Resistance)
- The Vision - Toxin 12 EP, 12" (Hardwax)
- The Vision - Waveform Transmission Vol. 2, 2x12" (Tresor)
- The Vision - Spectral Nomad, 12" (Metroplex)